# Cicurina ludoviciana
Cicurina ludoviciana är en spindelart som beskrevs av Simon 1898. Cicurina ludoviciana ingår i släktet Cicurina och familjen kardarspindlar. Inga underarter finns listade i Catalogue of Life.